# 巴尔德亚雷纳斯
巴尔德亚雷纳斯，是西班牙卡斯蒂利亚-拉曼恰瓜达拉哈拉省的一个市镇。总面积15平方公里，总人口68人（2001年），人口密度5人/平方公里。